# 459
459 (CDLIX) fue un año común comenzado en martes del calendario juliano, en vigor en aquella fecha.
En el Imperio romano, el año fue nombrado el del consulado de Ricimero y Patricio, o menos comúnmente, como el 1212 Ab urbe condita, adquiriendo su denominación como 459 a principios de la Edad Media, al establecerse el anno Domini.

## Acontecimientos
- Acuerdo entre Teodorico II y el emperador Mayoriano. Se renueva el foedus (tratado) entre romanos y visigodos.[1]

## Fallecimientos
- Maldras, rey de los suevos.